# Cerro de Capellanía
El Cerro de Capellanía, constituye uno de los yacimientos arqueológicos de época prerromana con carácter defensivo dentro del municipio de Benalmádena (Málaga). 

## Situación
Se trata de un asentamiento situado en un pequeño promontorio rocoso de naturaleza caliza, a una altitud de 193 metros sobre el nivel del mar y una superficie de menos de media hectárea; se encuentra ubicado en la urbanización de la Capellanía, al sureste de la Serrezuela (Benalmádena).

## Descripción
Este poblado o quizás pequeño castellum (fortificación), ha sido fechado en el siglo V a. C. Presenta un buen control visual del territorio y se encuentra en un lugar cercano a un paso natural que conduce a la zona portuaria de Torremuelle y además “se ubica en las cercanías de las minas de hierro, que quizás se explotaran en este momento”.
Sobre los resultados de las intervenciones arqueológicas efectuadas en el lugar, tenemos escasas noticias.  Entre estas noticias recopiladas por Rodríguez Oliva, se menciona la aparición de restos de ánforas púnicas, cerámicas griegas y campanienses, así como una fíbula o broche de bronce, con una cronología que abarcaría desde el siglo IV al II a. C., aunque bien es cierto que esta cronología se ha podido rebajar hasta el siglo V a. C. a raíz del estudio de los materiales, actualmente depositados en el Museo Provincial de Málaga3.